# Moral
La moral es el conjunto de costumbres y normas que se consideran «buenas» para dirigir o juzgar el comportamiento de las personas en una comunidad. También es la diferenciación de intenciones, decisiones y acciones entre las que se distinguen como propias (correctas) y las impropias (incorrectas). Se distingue de la ética en que esta es una moral transcultural o universal, aunque suelen confundirse. La moral permite distinguir qué acciones son consideradas buenas o malas según ciertos criterios compartidos por una sociedad. Otra perspectiva la define como el conocimiento de lo que el ser humano debe hacer o evitar para conservar la estabilidad social.
El término «moral» tiene un sentido opuesto al de «inmoral» (contra la moral) y «amoral» (sin moral). La existencia de acciones susceptibles de valoración moral está fundamentada en el ser humano, como sujeto de actos voluntarios. Abarca la acción de las personas en todas sus manifestaciones, además de que permite la introducción y referencia de los valores.
Los conceptos y creencias sobre la moral llegan a ser considerados y codificados de acuerdo a una cultura, religión, grupo, u otro esquema de ideas, que tienen como función la regulación del comportamiento de sus miembros. La conformidad con dichas codificaciones también puede ser conocida como moral y se considera que la sociedad depende del uso generalizado de esta para su existencia. En la práctica, suelen ser conductas morales basadas, no en planteamientos religiosos, sino coherentes con un determinada antropología. Pueden llegar a darse situaciones equívocas si se pretende negar valor ético a comportamientos que tengan su origen en la religión.
Hay diversas definiciones y concepciones de lo que significa moral, lo que ha sido tema de discusión y debate a través del tiempo. Múltiples opiniones concuerdan en que el término representa aquello que permite distinguir entre el bien y el mal de los actos, mientras que otros dicen que son solo las costumbres las que se evalúan virtuosas o perniciosas.
El concepto de la moral se diferencia de la filosofía moral o ética en que esta última reflexiona racionalmente sobre los diversos esquemas morales con la finalidad de encontrar ideas principales racionales que determinen las acciones de la ética correcta y las acciones de las  éticas incorrectas, es decir, la ética busca principios absolutos o universales, independientes de la moral de cada cultura.

## Historia
Todas las sociedades tienen conductas que son el núcleo de una concepción moral ampliamente compartida por los individuos del grupo. En Occidente han sido importantes las concepciones morales de las religiones como el judaísmo, y el cristianismo. En Oriente el confucianismo o el budismo también han ejercido un fuerte influjo en el núcleo moral de sociedades asiáticas.
El mitólogo sueco M. P. Nilsson, a principios del siglo XX, expuso una teoría según la cual los preceptos considerados tabú por las sociedades primitivas estarían en el origen de la moral. El concepto de tabú, que en su origen suponía una mera prohibición motivada por el «temor al daño», se habría refinado y transformado con la aparición de religiones más elaboradas. Las disposiciones resultantes de tal fusión prepararon el camino que condujo, en su etapa final, a la aparición de la conciencia moral.
Si bien es frecuente remontar la reflexión moral occidental a lo dicho por las escuelas grecorromanas, donde la moral se enseñaba en forma de preceptos prácticos, la reflexión moral fue muy importante en la Antigüedad egipcia a juzgar por la gran cantidad de textos de carácter moral que han sobrevivido. En la Antigüedad grecolatina, se elaboraron numerosos textos tales como las Máximas de los siete sabios de Grecia, los Versos dorados de los poetas de Grecia; o bien en forma de apólogos y alegorías hasta que después se revistió de un carácter filosófico.
Los antiguos romanos concedían a las mores maiorum (‘costumbres de los mayores’, las costumbres de sus ancestros fijadas en una serie continuada de precedentes judiciales) una importancia capital en la vida jurídica, hasta tal punto que durante más de dos siglos (hasta el siglo II a. C.) fue la principal entre las fuentes del derecho. Su vigencia perdura a través de la codificación de dichos precedentes en un texto que llega hasta nosotros como la Ley de las XII Tablas, elaborado hacia el 450 a. C.
Ocupa importante lugar en las enseñanzas de Pitágoras, Sócrates, Platón, Aristóteles, Epicuro y, sobre todo, entre los estoicos (Cicerón, Séneca, Epicteto, Marco Aurelio, etc.). Los neoplatónicos se inspiraron en Platón y los estoicos cayeron en el misticismo. Los modernos han profundizado y completado las teorías de los antiguos.

## Orígenes de la moral
Muchos científicos creen que la moral es un producto de la selección natural, que se considera que ha conservado comportamientos sociales favorables al éxito evolutivo de los grupos. Las sociedades animales muestran muchos ejemplos de cohesión basada en la sumisión instintiva a lo que parece ser leyes no escritas. Los grupos primitivos antepasados de la especie humana tenían sin duda una organización de este tipo que, con el desarrollo de las facultades cerebrales, se transformó de forma progresiva en la institución de legislaciones explícitas, y en el respeto a ellas. Las sociedades que se otorgaron leyes y las aplicaron resultaron ser más capaces de sobrevivir y proliferar que las libradas a la anarquía y a la competencia salvaje entre sus miembros.[cita requerida] Los orígenes de la moral son antropoculturales, ya que todas reglas y costumbres vienen de la cultura en la cual nacemos y nos desarrollamos.Sócrates es considerado el padre de la ética y la moral.

### Sociobiología
Esta idea fue ampliada por Edward O. Wilson, biólogo de Harvard, bajo el nombre de sociobiología, para que abarcara todo el tejido social humano. Según Wilson, que ha resumido sus puntos de vista en una importante obra, Consilience, todo nuestro sistema de valores, incluso las creencias, virtudes y normas relacionadas con ellas, es producto de la oportunidad evolutiva. El sistema existe porque resultó ser útil para el éxito evolutivo de los grupos que lo practicaron.
Contra la sociobiología se han manifestado con vigor, por diversas razones, muchos filósofos y científicos sociales. Algunos ven en ella vestigios del darwinismo social, la posición empírico-lógica que defendió, en especial, el filósofo inglés del siglo XIX Herbert Spencer, para justificar, sobre la base de la teoría de Darwin, los excesos del laissez faire ("dejar hacer") económico. En opinión de otros, la sociobiología exagera el papel del determinismo genético, en detrimento de las influencias ambientales, y promueve las discriminaciones raciales y sociales. Una acertada crítica a Wilson fue la realizada por Llano, en la que considera el singular comportamiento ético del ser humano en comparación con los animales.
Al margen de polémicas, es claro que el avance de las sociedades ha tenido lugar con el desarrollo adecuado de las leyes, cuando este se ha dado. De otro lado, la antropología comparada muestra a las claras que las leyes varían según los pueblos y las épocas, lo que no siempre se explica según categorías de jerarquía zoológica.
Sea cual fuere el origen del comportamiento ético, existen razones para creer que, por evolución biológica -o lo que es más seguro-, por desarrollo cultural, la moral ha evolucionado de forma progresiva, desde una forma pragmática y utilitaria, hasta una concepción más abstracta del bien y del mal. La mayoría de las civilizaciones distinguen entre las legislaciones, dictadas por consideraciones de convivencia, y normas éticas, basadas en valores absolutos. Estas siguen siendo polémicas en cierta medida, como demuestran, por ejemplo, los principales debates sobre bioética. Pero la distinción entre el bien y el mal parece hallarse bien enraizada en la naturaleza humana. Este es el punto capital.

## Enfoques relativos a la moral

### Moral filosófica
Se usa el término "moral" para referirse a una serie de preceptos, valores, permisos e ideales con los que un grupo humano se guía en una determinada época histórica. También puede referirse al código personal de conducta de alguien. "Moral", con mayúscula, se utiliza para referirse a una disciplina filosófica, la Filosofía Moral, que se ocupa de reflexionar acerca de nuestros códigos morales.
Al referirse a la Ética o Moral cristiana, von Hildebrand afirmó que se trataba de un análisis filosófico estricto. Su afirmación parte de datos de la experiencia sobre los que se puede razonar de manera adecuada.

### Moral y ética
Varios autores consideran como sinónimos estos términos debido a que sus orígenes etimológicos son similares y remiten al carácter propio de los hábitos de un grupo. Sin embargo, en otros contextos se utiliza el término "Ética" para referirse a la Filosofía Moral, mientras que "moral" se refiere a los diferentes códigos de comportamiento concretos. Algunas posturas conciben la ética como el conjunto de normas sugeridas por un filósofo o proveniente de una religión, en tanto que a «moral» se le designa el grado de acatamiento que los individuos dispensan a las normas imperantes en el grupo social.
No todos acuerdan con dicha distinción, y por eso en un sentido práctico, ambos términos se usan en forma indistinta, y a menudo no se distingue entre los dos conceptos.
El matiz que las delimita está en la observación o aplicación práctica de la norma que entraña el mandato ético. Por ello, la norma ética siempre será teórica, en tanto que la moral o costumbre será su aplicación práctica. Según este punto de vista, la moral se basa en los valores que dicta la conciencia, que a su vez, están basados en costumbres aprendidas. Dicho punto de vista dice que la moral no es absoluta o universal, ya que su vigencia depende de las costumbres de una región, de aquí vendría el relativismo cultural. El valor es, pues, el núcleo de toda moral. Cada persona tiene unos valores determinados, igual como tiene una cultura que lo identifica.
Por otra parte, la universalidad de algún sistema moral es uno de los objetivos de la ética-objetiva cuyo contenido o efecto no se considera relativo ni subjetivo, sino efectivo y aplicable para todo hombre racional bajo un contexto determinado, siempre y cuando el agente capaz de comportamiento pueda actuar de manera racional, entendido como aquello en lo que todos los humanos puedan estar de acuerdo cuando decidan buscar un comportamiento moral específico que se juzgó "de bien" o "correcto", que mantenga o cause aceptable calidad de vida o evite alguna consecuencia inconveniente, y que surja a causa de la repetición de ciertos comportamientos probables para la humanidad.
Immanuel Kant ―por medio de su imperativo categórico― hizo el intento de dar bases a una moral objetiva nacida de la razón y más allá de la religión. Una de las principales objeciones que se oponen a sus razonamientos, es el uso obligatorio de la verdad y del deber con exclusión del sentir. 
La crítica que hace Friedrich Nietzsche a la moral y la ética subraya que los códigos morales y las éticas que estudian o fundamentan estos códigos morales se presentan como desveladoras de profundas verdades sobre el ser humano.
Es famoso su análisis de la moral cristiana en el que manifiesta cómo los valores cristianos, por ejemplo, la humildad, o la compasión, en realidad se basan en la hipocresía y en el resentimiento (según su teoría). Los valores morales son estratagemas de dominio de unos hombres para otros. Pero ninguna moral y ninguna ética reconocen esto pues ocultarlo les es esencial. Para descubrir esas ocultaciones propone Nietzsche un método que él llama "genealógico". Emprende una "genealogía de la moral". Se trata de hacer análisis psicológicos y de uso del lenguaje a partir de textos éticos y morales y de observaciones de conductas morales.
Para Nietzsche en su obra La genealogía de la moral nos dice que: las morales y las éticas que hacen pasar por "verdaderos" y "universales" unos valores son "morales de esclavos". Su propuesta entraña la total libertad creativa de cada hombre en el más estricto sentido, en un sentido parecido al que se aplica cuando se habla en el arte contemporáneo de la libertad de un artista. La "moral de señores" rechaza elaborar un elenco de valores exigibles a los demás. Cada hombre ha de realizar sus deseos y dejar que también se expresen los deseos de los demás, sin códigos verdaderos previos.

### Teología moral
En el cristianismo hay un área de estudio teológico que considera la moral como la determinación de lo que dicta lo malo y lo bueno. En esta área, el mal moral es entendido como el pecado, injusticia, maldad, aquello que se opone al bien moral, entendido como la voluntad de Dios, lo santo, la justicia, la bondad. Esta creencia, propia de la fe cristiana, considera los actos inmorales como ofensas hacia Dios, que conllevan la separación entre el hombre y Él, y que rompen el orden necesario para vivir.
Los cristianos sí consideran a la moral como algo universal, ya que en la biblia se describe que todos los hombres (incluso los gentiles) tienen una ley escrita en sus corazones una ley natural que fue dada por Dios, que es manifestada como una moralidad innata, y que constituye la raíz espiritual de la conciencia humana.
También se considera que la existencia de la inmoralidad, como un fenómeno, es resultado del libre albedrío del hombre, por el cual Dios dio al ser humano la capacidad de decidir o el libre elegir entre el bien y el mal, o entre la bendición o maldición.

### Moral objetiva
Al conjunto de normas morales se le llama moralidad objetiva, porque estas normas existen como hechos sociales, con independencia de que un sujeto quiera acatarlas o no. Los actos morales provienen del convencimiento de que el actuar de un individuo siempre se realiza por ciertos fines y que todo el que hace algo, lo debe hacer con un fin, a menos que no controle su razón, como ocurre en variadas situaciones. Sin embargo, las realidades sociológicas sugieren que las personas suelen actuar por inercia, costumbre, tradición irrazonada o la llamada «mentalidad de masa».
Opuesto a esta postura de auto-justificación está la aceptación, por parte del individuo, de su responsabilidad. Ejercitando los valores morales puede convertirse en el artífice de su destino, como persona de buen criterio.
A lo largo de la historia, y de las diferentes culturas, han existido distintas visiones de la moral. En general, la moral se aplica en áreas en las que las decisiones de las personas expresan una intención relativa a otros individuos. De hecho, existe una disputa académica sobre si la moral puede existir sólo en la presencia de una sociedad o también en un individuo hipotético sin relación con otros. La moralidad se mide también cuando la persona está sola, sin que nadie la observe, por ejemplo, en situaciones donde se requiere tener integridad.

## Dicotomías morales

### Autonomía y heteronomía
Una concepción de la moralidad puede tender hacia cualquiera de las posibles direcciones en un campo. Existen morales que recomiendan restricciones sobre el comportamiento (heteronomía), así como existen morales que recomiendan una autodeterminación libre (autonomía) y una variedad de posiciones intermedias. En el fondo, la verdadera comprensión de la autonomía de la moral radica en la pregunta sobre la fundamentación de la libertad. Se puede afirmar la autonomía del ser libre, y a la vez, subrayar que tal autonomía no es absoluta, pues depende de muchos factores, no todos cambiantes.

### Inmoral y amoral
Dentro del concepto de moral surgen otros dos conceptos que son, cada uno a su manera, antónimos y que no deben ser confundidos. Uno es el de «inmoral», el cual hace referencia a todo aquel comportamiento o persona que viola una moral específica o la moral social. Cuando se dice que una persona actúa de manera inmoral, se quiere decir que actúa de forma incorrecta, haciendo mal.
Por otra parte, el concepto de «amoral» o amoralidad, hace referencia a una postura en la que las personas se consideran carentes de moral, por lo que no consideran que los hechos o actos humanos sean malos o buenos, correctos o incorrectos. La mayor defensa de la amoralidad la realiza en el taoísmo, en el cual se considera que la moral corrompe al ser humano, obligándolo a hacer cosas buenas cuando no está preparado y prohibiéndole hacer cosas malas cuando necesita experimentar para darse cuenta de las repercusiones de sus actos.
Todo lo «moral», según ellos, implica forzar la naturaleza del ser humano y es fruto de la desconfianza y el miedo a los demás, a lo que puedan hacer si no están sometidos al estricto gobierno de unas leyes que rijan su comportamiento. En el caso de la ética cristiana se reconoce un código moral, que, en modo alguno, es un orden rígido que sofoca la personalidad.  
El ser humano es un ser moral porque tiene capacidad de elegir a la hora de actuar, es responsable de sus actos y es capaz de evaluar las consecuencias que de ellos se derivan. La conciencia moral se manifiesta en la pregunta: ¿Qué debo hacer? Para responder, las personas deben razonar sobre lo bueno y lo malo. Comportarse con arreglo a lo que es bueno se convierte en un valor moral. Y las normas morales desarrollan y protegen esos valores. Así, el valor de la vida aparece protegido con la norma «no matarás». Los animales no son capaces de decidir con reflexión, no se preguntan qué deben hacer. Su vida es ajena al ámbito de lo moral, por eso se dice que son amorales. Alguien es inmoral si no cumple las normas morales de su comunidad, en la medida en que tales normas se conformen con una antropología que responda al verdadero ser del hombre. En este sentido, Zubiri recordó como el ser humano -desde lo ontológico- está religado a la trascendencia.

## La moral en diferentes escuelas político-filosóficas
Hay diversas posturas que proponen la naturaleza de las normas éticas, algunas de las cuales se citan en el esquema siguiente:
- Sociologismo: Esta concepción defiende que las normas morales se originan en la sociedad y de ella reciben la fuerza y el vigor para imponerse a los individuos. Muchos defensores de esta teoría son conscientes de que costumbres sociológicas imperantes en una cierta época carecen de ética. Y ahí se muestra la debilidad de este planteo, punto analizado con agudeza por Hildebrand.[30]
- Marxismo: En su último escrito económico, las Glosas a Wagner, Marx comienza: «Yo no parto del hombre, sino de un periodo social dado». Con esto significaba que, según lo ha venido demostrado la historia, en las distintas concepciones y comportamientos humanos, la ética no es una categoría social cuyos contenidos normativos sean de validez práctica (moral) absoluta, universal y eterna, como ha pretendido Kant con su imperativo categórico, sino que esos contenidos están sujetos al relativismo histórico de los distintos sistemas de vida que los humanos divididos en clases fueron adoptando en distintos períodos de su existencia como especie, desde que superaron la barbarie. Así, para Marx, hay una moral y un tipo de ser humano correspondiente a cada período de la historia, en tanto prehistoria del ser humano genérico liberado de toda necesidad exterior, natural o social, que es lo que se gesta en la moral de los comunistas. Tal como sucede en la base o estructura material de la sociedad, donde los modos de producción configuran sus respectivas formaciones sociales que hasta ahora han correspondido a otras tantas etapas o periodos del desarrollo de las fuerzas productivas, las distintas superestructuras éticas, morales, jurídicas, ideológicas y políticas, fueron la expresión cambiante de los intereses de las distintas clases dominantes al interior de cada una de las formaciones sociales que han venido configurando la progresiva periodización característica en lo económico-social, político, moral y cultural de los seres humanos a través de la historia.
- Historicismo: Esta posición proclama que, a lo largo de la Historia y según un ritmo variable, la sensibilidad vital de unas generaciones es sustituida por la de otras y, de acuerdo con este proceso, al mismo tiempo que unos principios cobran vigencia, otros desaparecen. Se ha objetado a esta teoría que el reconocimiento de la historicidad del ser humano puede llegar a condicionar el acceso a la verdad, pero no poner en entredicho la universalidad de normas. Diversos autores han subrayado que debe tenerse presentes las variables circunstancias de la historia, lo que no significa que esté limitada la capacidad de conocer exigencias mínimas y esenciales de la ley moral.[31]
- Teologismo: Esta corriente propugna que las normas morales tienen origen determinado por Dios. Podemos encontrar una postura teológica, con relativa frecuencia, en los pueblos primitivos, por ejemplo, en el pueblo de Israel, en el pueblo judeocristiano y la moral de los profetas, en diversas regiones antiguas del Medio Oriente. De hecho, la historia muestra que todas las religiones tienen algún tipo de código moral. En el caso del cristianismo, se reconoce un orden moral revelado en el Antiguo Testamento y ampliado en el mensaje moral de Jesús.[32]
- Teoría de la ley natural: Existe una amplia pluralidad de teorías que fundamentan sus opiniones éticas y las normas morales en la ley natural. De entre ellas, sin duda alguna, la más importante es la teoría escolástica, según la cual todas las personas poseen una idéntica naturaleza, que es la naturaleza humana. Esta guarda una profunda relación de orden con el resto de los seres y, sobre todo, con Dios.
- Relativismo moral: Una postura filosófica que tiene mucha aceptación es la que acepta el relativismo de la moral, por lo cual niega la existencia de una moral objetiva, impuesta por la voluntad de Dios o por la vigencia de leyes naturales, sino que supone que se trataría de algo convencional asociado a las culturas, creencias y épocas. Pensadores de autoridad a lo largo de los tiempos han alertado de los riesgos de este tipo de planteamientos: Sócrates, Platón[33] y Kant.[34] Heisenberg sitúa las consecuencias del declive moral en el mismo orden de efectos de la catástrofe atómica.[35] La condena del relativismo ético es compartida también por seguidores de la Escuela de Fráncfort.[36] En el plano jurídico, el derecho positivo cuenta en ocasiones con un fundamento objetivo, que sustraiga del arbitrio individual los criterios reguladores de las relaciones de convivencia.[37]
- Objetivismo: Esta postura filosófica afirma que la única forma de alcanzar la moralidad es por medio del uso de la razón y la aceptación de la realidad en forma objetiva, independiente de la percepción. Se entiende a lo que es bueno para el sostenimiento, sustento y realización de la vida del hombre como individuo como el estándar de lo moral, y a lo opuesto como inmoral. Bajo ese estándar, esta teoría defiende un código moral objetivo y universal basado solo en la razón.
- Anarquismo: La moral anarquista, para Piotr Kropotkin pasa por el principio de igualdad, del cual se extrae la conocida frase "Tratar a los demás como uno quiere ser tratado".

"Además, ese principio de tratar a los demás como uno quiere ser tratado, ¿qué es sino el genuino principio de la igualdad, el principio fundamental de la anarquía? ¿Y cómo puede uno llegar a creerse anarquista sin ponerlo en práctica?(...) Y la igualdad es la equidad. Llamándonos anarquistas declaramos por adelantado que renunciamos a tratar a los demás como nosotros no quisiéramos ser tratados por ellos; que no toleramos ya la desigualdad, lo cual permitiría a alguno de entre nosotros ejercitar la violencia o la astucia o la habilidad del modo que nos desagradaría a nosotros mismos. Pero la igualdad en todo –sinónimo de equidad– es la anarquía misma. ¡Al diablo el oso blanco que se abroga el derecho de engañar la sencillez de los otros! No lo queremos y lo suprimimos por necesidad. No es únicamente a esa trinidad abstracta de ley, religión y autoridad a la que declaramos la guerra. Siendo anarquistas, declaramos la guerra al cúmulo de embustes, de astucia, de explotación, de depravación, de vicio, en una palabra de desigualdad, que han vertido en los corazones de todos nosotros. Declaramos la guerra a su manera de obrar y pensar. El gobernado, el engañado, el explotado, la prostituta, etc., hieren ante todo nuestros sentimientos de igualdad. En el nombre de la igualdad, no queremos ya ni prostitutas, ni explotados, ni engañados, ni gobernados."

## Iconografía
Los atributos más ordinarios de la moral son un libro, un freno y una regla. Suele pintársela con un vestido blanco, indicio de la inocencia o de las costumbres puras y arregladas y algunas veces, bajo la figura de la diosa Minerva, con su casco coronado de un mochuelo, símbolo de la cordura.